# Kanaga (volcan)
Pour les articles homonymes, voir Kanaga.
Le Kanaga est un volcan des États-Unis situé en Alaska, dans les îles Aléoutiennes, sur l'île Kanaga. Il se présente sous la forme d'une caldeira, la caldeira Kanaton, dans laquelle s'élève un stratovolcan culminant à 1 307 mètres d'altitude.

## Géographie

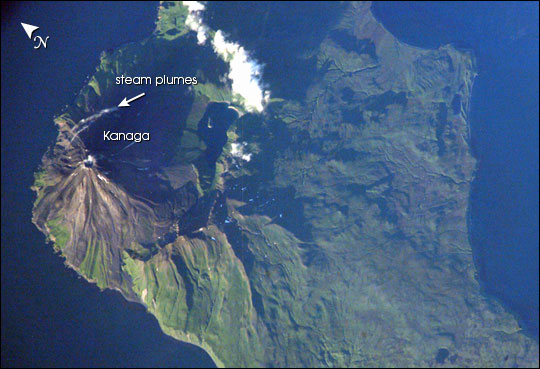
Image satellite du Kanaga montrant la caldeira Kanaton et le cône volcanique.

Le Kanaga est situé dans le Nord-ouest des États-Unis, dans le Sud-Ouest de l'Alaska, dans la partie occidentale des îles Aléoutiennes. Administrativement, il fait partie de la région de recensement des Aléoutiennes occidentales du borough non organisé.
Le volcan se trouve à l'extrémité septentrionale de l'île Kanaga, une île de forme allongée présentant peu de relief hormis le Kanaga. Il se compose de la caldeira Kanaton dont seuls les rebords méridionaux et orientaux hauts de 760 mètres au maximum sont émergés. Les débris associés à la formation de la caldeira s'étendent sur les fonds marins jusqu'à trente kilomètres du volcan en direction du nord-nord-est. Dans la partie sud-est de cette caldeira, au pied du Kanaga proprement dit se trouve un lac. Le stratovolcan qui constitue le reste du volcan s'élève à 1 307 mètres d'altitude, ce qui en fait le point culminant de l'île. Il est couronné par un petit cratère volcanique de 200 mètres de diamètre et de 60 mètres de profondeur d'où s'échappent des fumerolles parfois visibles d'Adak située à l'est. Des coulées de lave dont certaines sont entrées en mer recouvrent les pentes du volcan. Entre autres roches volcaniques, des inclusions ultramafiques, des basaltes alcalins, des dacites et des tufs volcaniques composent le volcan.

## Histoire
Du fait de son éloignement des zones habitées, l'histoire éruptive du Kanaga est peu connue. Ainsi, sa première éruption observée par les Européens est celle de 1763 bien qu'elle soit incertaine. Sa dernière éruption s'est produite le 18 février 2012.

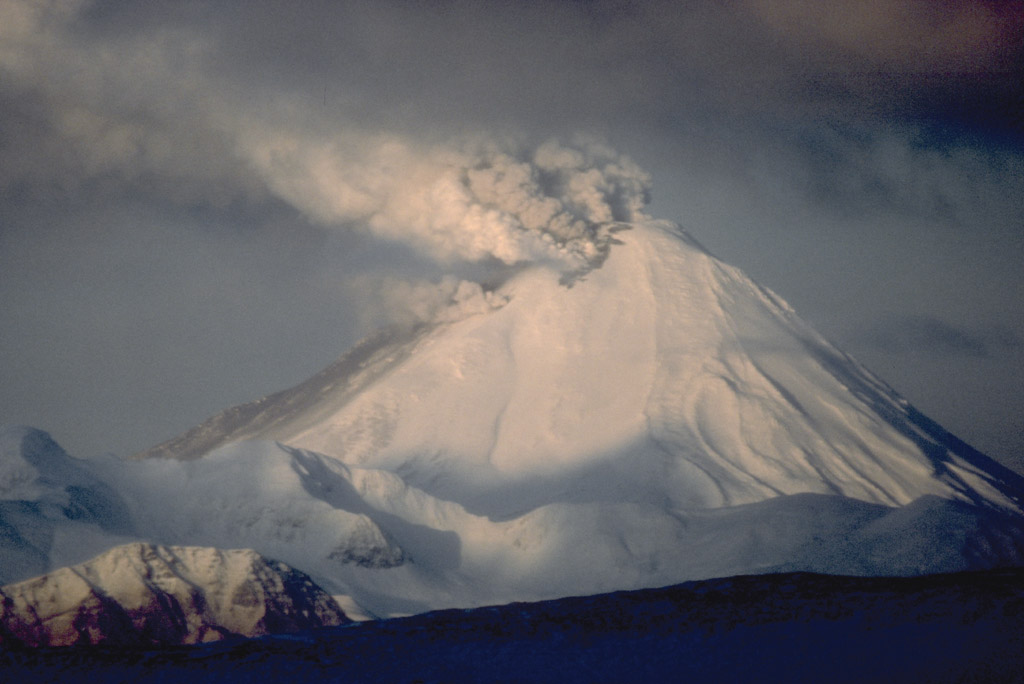
Vue du Kanaga en éruption en 1994.